# Dianthus cinnamomeus
Dianthus cinnamomeus är en nejlikväxtart. Dianthus cinnamomeus ingår i släktet nejlikor, och familjen nejlikväxter.

## Underarter
Arten delas in i följande underarter:
- D. c. cinnamomeus
- D. c. naxensis